# Serles
De Serles is een berg tussen het Stubaital en het Wipptal in de Oostenrijkse deelstaat Tirol. De berg is 2718 meter hoog. Vanwege zijn vorm in drie etages en zijn aanzien vanuit Innsbruck wordt de berg ook wel het altaar van Tirol genoemd. In de 16e en 17e eeuw werd bij mijnbouw aan de voet van de berg zilver en ijzererts gewonnen.